# Štola Mořic
Přírodní památka Štola Mořic je chráněné území nalézající se na katastrálním území Bořkovic, které jsou součástí obce Zvěstov v okrese Benešov. Přírodní památka je v péči Krajského úřadu Středočeského kraje. Přírodní památka byla vyhlášena v roce 2014, avšak již od roku 2005 je štola Mořic chráněna jako evropsky významný lokalita.

## Popis lokality
Štola Mořic sloužila jako odvodňovací štola zlatodolu Roudný. Jedná se o 300 m dlouhou přímou chodbu s dvěma krátkými odbočkami, která je stabilně zatopená do výšky kolem 1 m. Štola vyúsťuje na břehu Bořkovického potoka. Průměrná světlost štoly je 1,6 × 2 metry.

## Předmět ochrany
Důvodem ochrany je významné zimoviště pěti druhů netopýrů – netopýra velkého (Myotis myotis), netopýra vodního (Myotis daubentonii), netopýra ušatého (Plecotus auritus), netopýra řasnatého (Myotis nattereri) a netopýra dlouhouchého (Plecotus austriacus).

### Možné ohrožení památky
Štola, která bývala součástí Dolu Roudný, se nachází v dosti odlehlé poloze stranou návštěvnických tras, navíc přední část štoly je zatopená. V roce 2002 byl vstup do štoly opatřen uzamykatelnými dveřmi s vletovými otvory o rozměrech 40 × 15 cm. Vchod byl částečně vyzděn a v podezdívce byl ponechán malý otvor, který by měl umožnit výtok vody ze štoly. V následujících letech byl zaznamenán pokles počtu zimujících netopýrů. Příčinou tohoto poklesu mohla být skutečnost, že došlo ke změně vzhledu a světlosti vstupu a chodby štoly. V důsledku stavebních úprav se také změnilo mikroklima ve štole, neboť byl omezen odtok vody. Další ohrožení představuje nestabilita skalního portálu a svahu nad vstupem do štoly, které hrozí zřícením.